# William Henry Chamberlin

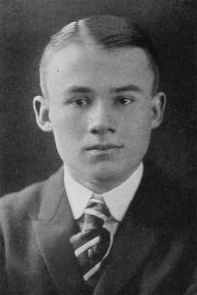
William Henry Chamberlin, hacia 1917.

William Henry Chamberlin (Brooklyn, 17 de febrero de 1897 - Suiza, 12 de septiembre de 1969) fue un escritor y periodista estadounidense.
Colaboró con publicaciones como The Call, Soviet Russia Today, New York Herald-Tribune, Christian Science Monitor, The Manchester Guardian, o Russian Review. En un principio afín a los bolcheviques y al régimen de la Unión Soviética, a finales de la década de 1920 empezaría a virar a posiciones más críticas con este, de hecho hacia 1937 llegó a comparar fascismo y comunismo, siendo considerado un periodista de derecha por George H. Nash y un anticomunista por otros autores.
Corresponsal en Rusia durante alrededor de doce años, fue autor de obras como Russia's Iron Age (1934), The Russian Revolution, 1917-1921 (1935), Collectivism, a False Utopia (1937), The Ukraine: A Submerged Nation (1944) o America's Second Crusade (1950), entre otras. En 1940 publicó un autobiografía titulada The Confessions of an Individualist. Falleció en Suiza, cuando hacía senderismo, de un ataque súbito al corazón.